# La Fara (Boques del Roine)
La Fara deis Oliviers (en francès La Fare-les-Oliviers) és un municipi francès situat al departament de les Boques del Roine i a la regió de Provença – Alps – Costa Blava. L'any 1999 tenia 6.334 habitants.

## Demografia
| Evolució de la població |       |       |       |      |       |       |       |       |
| 1793                    | 1800  | 1806  | 1821  | 1831 | 1836  | 1841  | 1846  | 1851  |
| 980                     | 1 069 | 1 129 | 1 208 | 909  | 1 293 | 1 260 | 1 316 | 1 308 |

| 1856  | 1861  | 1866  | 1872  | 1876  | 1881  | 1886  | 1891  | 1896  |
| ----- | ----- | ----- | ----- | ----- | ----- | ----- | ----- | ----- |
| 1 329 | 1 380 | 1 372 | 1 272 | 1 176 | 1 129 | 1 193 | 1 080 | 1 084 |

| 1901  | 1906  | 1911 | 1921 | 1926 | 1931  | 1936  | 1946  | 1954  |
| ----- | ----- | ---- | ---- | ---- | ----- | ----- | ----- | ----- |
| 1 066 | 1 022 | 954  | 887  | 951  | 1 149 | 1 160 | 1 329 | 1 680 |

| 1962  | 1968  | 1975  | 1982  | 1990  | 1999  | 2006 | 2011 | 2016 |
| ----- | ----- | ----- | ----- | ----- | ----- | ---- | ---- | ---- |
| 2 370 | 2 747 | 3 526 | 5 043 | 6 095 | 6 334 | -    | -    | -    |

| 2019 | - | - | - | - | - | - | - | - |
| ---- | - | - | - | - | - | - | - | - |
| -    | - | - | - | - | - | - | - | - |

## Administració
| Període   | Identitat       | Partit        |
| --------- | --------------- | ------------- |
| 1971-1995 | Bernard Charrel | Divers droite |
| 1995-2008 | André Campagne  | Divers gauche |
| 2008-     | Olivier Guirou  | Divers gauche |